# Villigen
Villigen (das V wie ein F gesprochen; schweizerdeutsch: [ˈfiligə]) ist eine Einwohnergemeinde im Schweizer Kanton Aargau. Sie gehört zum Bezirk Brugg und liegt etwa fünf Kilometer nördlich des Bezirkshauptorts Brugg im Aaretal. Am 1. Januar 2006 wurde der Nachbarort Stilli nach Villigen eingemeindet.

## Geographie

Historisches Luftbild aus 1000 m von Walter Mittelholzer von 1919

Das Dorf liegt zwischen dem westlichen Ufer der Aare und dem Osthang des Geissbergs (700 m ü. M.). Der Geissberg ist eine typische Erhebung des Tafeljuras mit einer ausgedehnten, nach Osten hin leicht geneigten Hochebene und steilen Hängen an drei Seiten. Im Westen und Süden verläuft die Gemeindegrenze Villigens genau an der Geländekante entlang, während die Abhänge auf dem Gebiet der Nachbargemeinden liegen. Im Norden geht der Geissberg in den Rotberg (633 m ü. M.) über. Am Osthang ragen vier kurze, steile, beinahe halbkreisförmige Ausläufer in die Flussebene hinein. Von Norden nach Süden sind dies der Tüeliboden (495 m ü. M.), der Gugelen (452 m ü. M.), der Besserstein (549 m ü. M.) und der Buck (526 m ü. M.).
Der alte Dorfkern liegt zwischen dem Gugelen und dem Besserstein, an dessen Südseite fliesst der Reinerbach vorbei. Am Aareufer, rund eineinhalb Kilometer nördlich der Mündung der Limmat, befindet sich im so genannten Wasserschloss der Schweiz das Dorf Stilli. Dessen ehemaliges Gemeindegebiet umfasste einen drei Kilometer langen und 25 bis 210 Meter breiten Uferstreifen entlang der Aare, wobei das Flussbett mehr als einen Drittel der Fläche einnahm. Der 40 Meter hohen Böschung über der Flussniederung entlang verlief die ehemalige Gemeindegrenze. In der Aare liegt die kleine Insel Fischergrieni, die durch angeschwemmtes Geschiebe entstanden ist.
Die Fläche des Gemeindegebiets beträgt 1121 Hektaren, davon sind 544 Hektaren bewaldet und 167 Hektaren überbaut. Der höchste Punkt liegt auf 700 Metern an der nordwestlichen Ecke des Geissbergs, der tiefste auf 325 Metern an der Aare. Das Gemeindegebiet von Villigen ist Teil des Juraparks Aargau, einem «Regionalen Naturpark von nationaler Bedeutung». Nachbargemeinden sind Mandach und Böttstein im Norden, Würenlingen im Osten, Untersiggenthal im Südosten, Brugg und Rüfenach im Süden, Remigen im Südwesten sowie Mettauertal im Nordwesten.

## Geschichte
Die ältesten bei Villigen gefundenen Siedlungsspuren sind etwa 5000 Jahre alt und stammen aus der Jungsteinzeit, rund 3000 Jahre alt sind Keramikscherben aus der Bronzezeit. Um das Jahr 200 entstand ein römischer Gutshof, der bei Überfällen der Alamannen um 259/270 zerstört wurde. Auf dem Rotberg kamen Reste eines römischen Wachtturms zum Vorschein. Dort entdeckte Münzen stammen aus der Zeit zwischen 260 und 375. Bei Aushubarbeiten stiess man auf ein alamannisches Gräberfeld aus dem 6. und 7. Jahrhundert. Im Mittelalter bauten unbekannte Adlige zwei Burgen bei Villigen. Jene auf dem Oelberg war ungefähr von 1100 bis 1150 bewohnt und wurde aufgegeben, die Burg Besserstein entstand zu Beginn des 13. Jahrhunderts. 1247 tauchte ein Heinricus de Viligen in einer Urkunde auf; dies ist somit die älteste bekannte Erwähnung des Dorfes. Der Ortsname stammt vom althochdeutschen Filingun und bedeutet «bei den Leuten des Filo (Kurzform von Filibertus)».
Villigen war Teil des Hofes Rein, der dem Kloster Murbach im Elsass gehörte (als Hof bezeichnete man damals die Grundherrschaft über ein grösseres Gebiet). Im 13. Jahrhundert fassten die Habsburger ihre Herrschaftsrechte westlich und nördlich von Brugg im Gericht Bözberg zusammen. Dazu gehörten neben Villigen auch Oberbözberg, Unterbözberg, Lauffohr, Linn, Mönthal, Rein, Remigen, Riniken, Rüfenach und Stilli. In diesen Dörfern übten die Habsburger die Blutgerichtsbarkeit aus, in Mönthal, Remigen und Villigen zusätzlich die niedere Gerichtsbarkeit. König Rudolf I. kaufte 1291 den Hof Rein und war damit nicht nur oberster Richter, sondern auch der bedeutendste Grundherr. 1345 schenkte Königin Agnes von Ungarn den Hof dem Kloster Wittichen im Kinzigtal. 1458 wurden Weidegebiete für Stilli ausgeschieden, die exakt den bis Ende 2005 gültigen Gemeindeflächen entsprachen.
Als 1460 die Stadt Bern das Gebiet westlich der Aare eroberte, änderte sich an den Rechten des Klosters nichts. Dieses musste allerdings die Einführung der Reformation im Jahr 1528 hinnehmen. 1544 verkaufte das Kloster den Hof Rein an Graf Hartmann von Hallwyl. Im Jahr 1566 erfolgte die Trennung des Gerichtsbezirks Bözberg, und die Gerichtsfälle des Hofes Rein wurden von nun an in Stilli verhandelt. Zwischen 1588 und 1599 erwarb die Stadt Brugg zwei Drittel des Hofes, Bern das übrige Drittel. Beim Franzoseneinfall im März 1798 entmachteten die Franzosen die «Gnädigen Herren» von Bern und riefen die Helvetische Republik aus, die 1803 aufgelöst wurde. Der Hof Rein kam zum neuen Kanton Aargau. 1799 verlief die Frontlinie im Zweiten Koalitionskrieg mitten durch das untere Aaretal. In der Region gab es mehrere Feldlager der französischen Armee. Durch Requisitionen und Plünderungen erlitten die Dorfbewohner grosse Not.

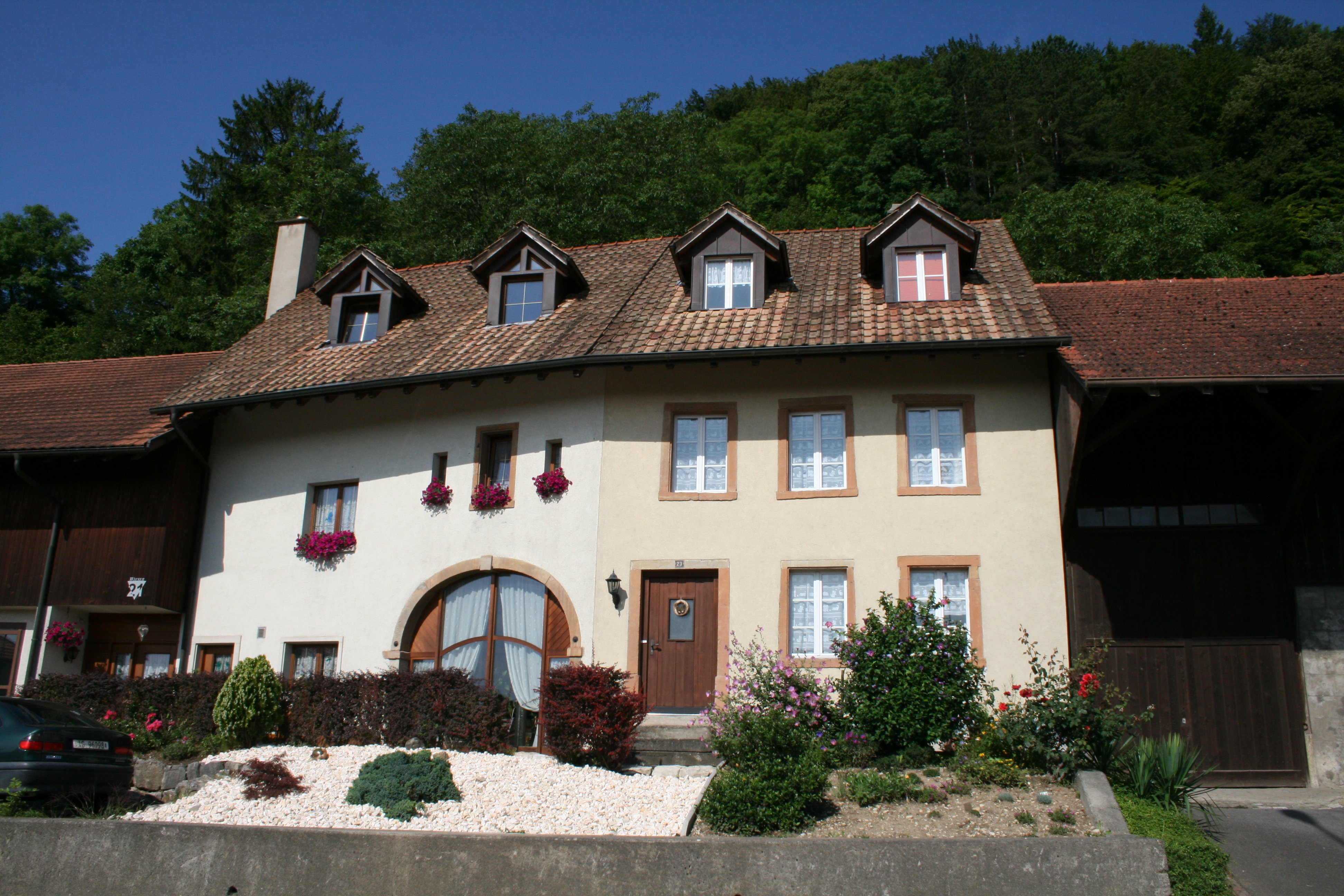
Häuserzeile in Villigen

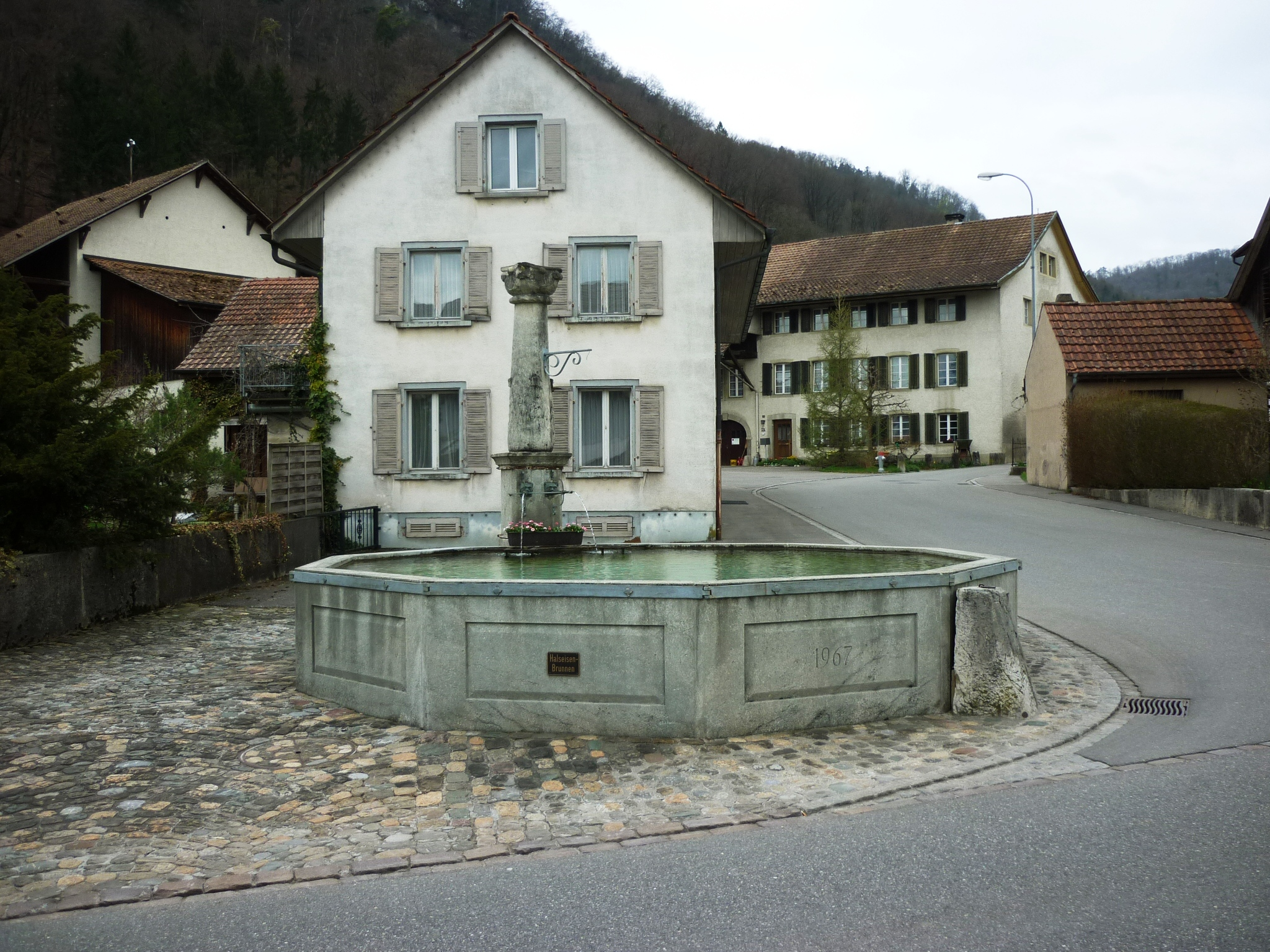
Halseisenbrunnen mit Säule aus dem Jahr 1583

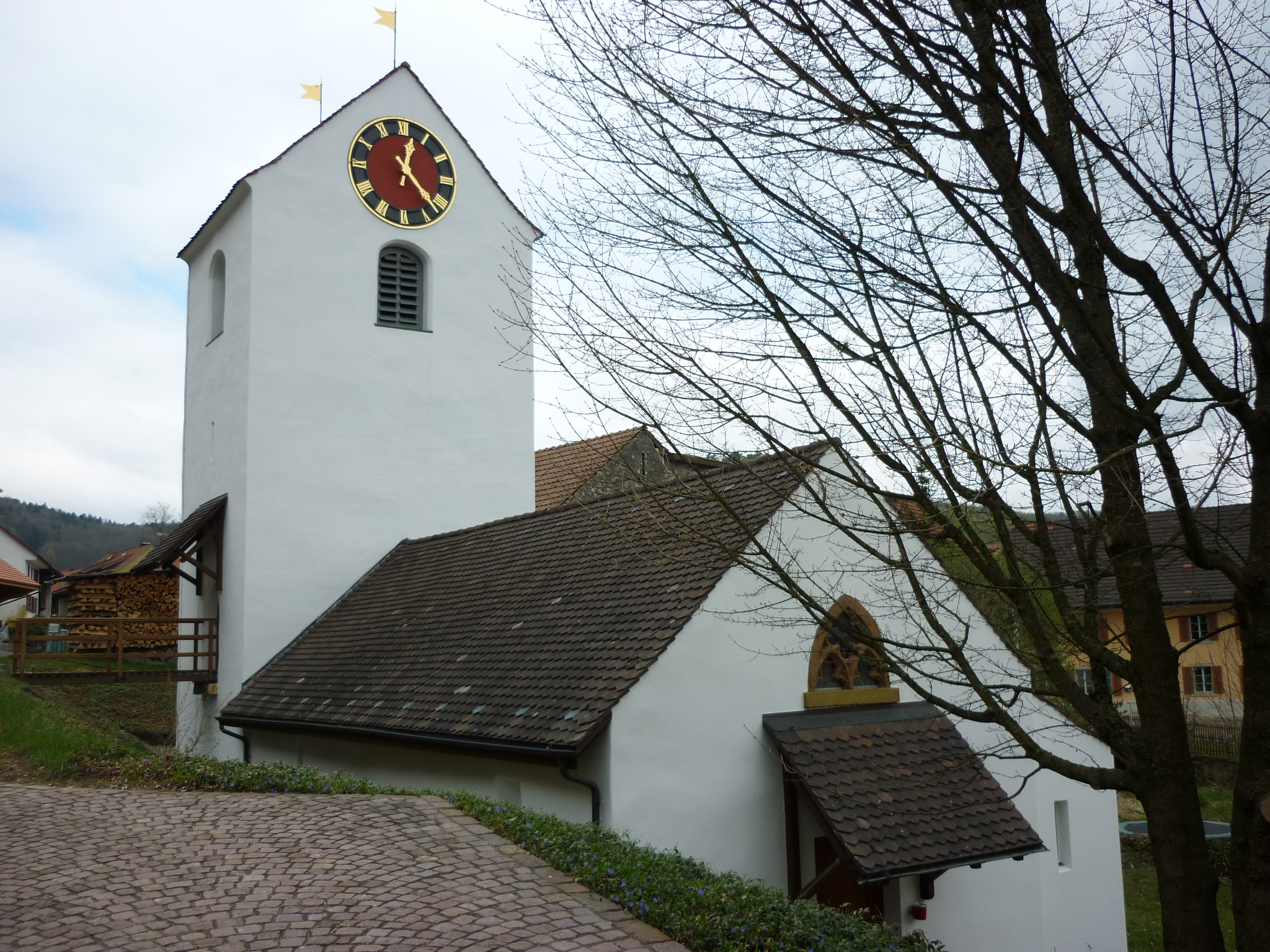
Reformierte Kirche

1803 löste der Kanton Aargau den Hof Rein auf und erhob die einzelnen Dörfer zu selbständigen Gemeinden. Bis zu Beginn des 20. Jahrhunderts war Villigen landwirtschaftlich geprägt. Der mindestens seit dem 13. Jahrhundert betriebene Weinbau ging um 1880 wegen der eingeschleppten Reblaus stark zurück. In der zweiten Hälfte des 19. Jahrhunderts wanderten rund 200 verarmte Dorfbewohner nach Übersee aus. Bis etwa 1960 stagnierte die Bevölkerungszahl, verdoppelte sich dann aber innerhalb von dreissig Jahren. Zurückzuführen ist diese Entwicklung vor allem auf die Eröffnung des Schweizerischen Instituts für Nuklearphysik SIN im Jahr 1968, das zwanzig Jahre später zusammen mit dem Eidgenössischen Institut für Reaktorforschung in Würenlingen im Paul Scherrer Institut aufging. Im September 2003 genehmigten die Stimmberechtigten von Villigen die Eingemeindung der bisherigen Nachbargemeinde Stilli. Die Gemeindefusion wurde am 1. Januar 2006 rechtskräftig.

## Sehenswürdigkeiten
Auf dem westlich über dem Dorf steil aufragenden Felskopf des Geissbergs befinden sich die Überreste der Burg Besserstein. Im Dorf selbst gibt es nicht weniger als zehn Brunnen, weshalb Villigen auch als «Dorf der schönen Brunnen» bezeichnet wird. Zwei davon, der Halseisen- und Schmittenbrunnen, die 1583 und 1814 im Spätrenaissance-Stil erbaut wurden, stehen heute unter Denkmalschutz, ebenso wie die reformierte Kirche.

## Wappen
Die Blasonierung des Gemeindewappens lautet: «In Blau über grünem Dreiberg abgehauene gestürzte, gewendete gelbe Bärentatze, begleitet von drei fünfstrahligen gelben Sternen.» Das Wappen geht auf jenes der Herren von Villingen zurück, habsburgischen Ministerialen im 13. und 14. Jahrhundert. Die älteste bekannte Darstellung stammt von 1548, allerdings wächst die Bärentatze vom unteren Schildrand nach oben ins Feld. Auf dem Gemeindesiegel von 1872 erschien die Bärentatze nun umgekehrt, zusammen mit den drei Sternen, deren Bedeutung nicht bekannt ist. 1988 legte der Gemeinderat fest, dass die Aussenseite der Tatze darzustellen ist.

## Bevölkerung
Die Einwohnerzahlen entwickelten sich wie folgt:
| Jahr      | 1764 | 1850 | 1900 | 1930 | 1950 | 1960 | 1970 | 1980 | 1990 | 2000 | 2010 | 2020 |
| Einwohner | 460  | 733  | 591  | 601  | 630  | 621  | 779  | 914  | 1247 | 1430 | 2010 | 2120 |

Am 31. Dezember 2023 lebten 2139 Menschen in Villigen, der Ausländeranteil betrug 26,6 %. Bei der Volkszählung 2015 bezeichneten sich 30,7 % als reformiert und 30,4 % als römisch-katholisch; 38,9 % waren konfessionslos oder gehörten anderen Glaubensrichtungen an. 89,8 % gaben bei der Volkszählung 2000 Deutsch als ihre Hauptsprache an, je 1,7 % Albanisch und Italienisch, 1,6 % Portugiesisch sowie 1,0 % Französisch.

## Politik und Recht
Die Versammlung der Stimmberechtigten, die Gemeindeversammlung, übt die Legislativgewalt aus. Ausführende Behörde ist der fünfköpfige Gemeinderat. Er wird im Majorzverfahren vom Volk gewählt, seine Amtsdauer beträgt vier Jahre. Der Gemeinderat führt und repräsentiert die Gemeinde. Dazu vollzieht er die Beschlüsse der Gemeindeversammlung und die Aufgaben, die ihm vom Kanton zugeteilt wurden. Für Rechtsstreitigkeiten ist in erster Instanz das Bezirksgericht Brugg zuständig. Villigen gehört zum Friedensrichterkreis VIII (Brugg).

## Wirtschaft

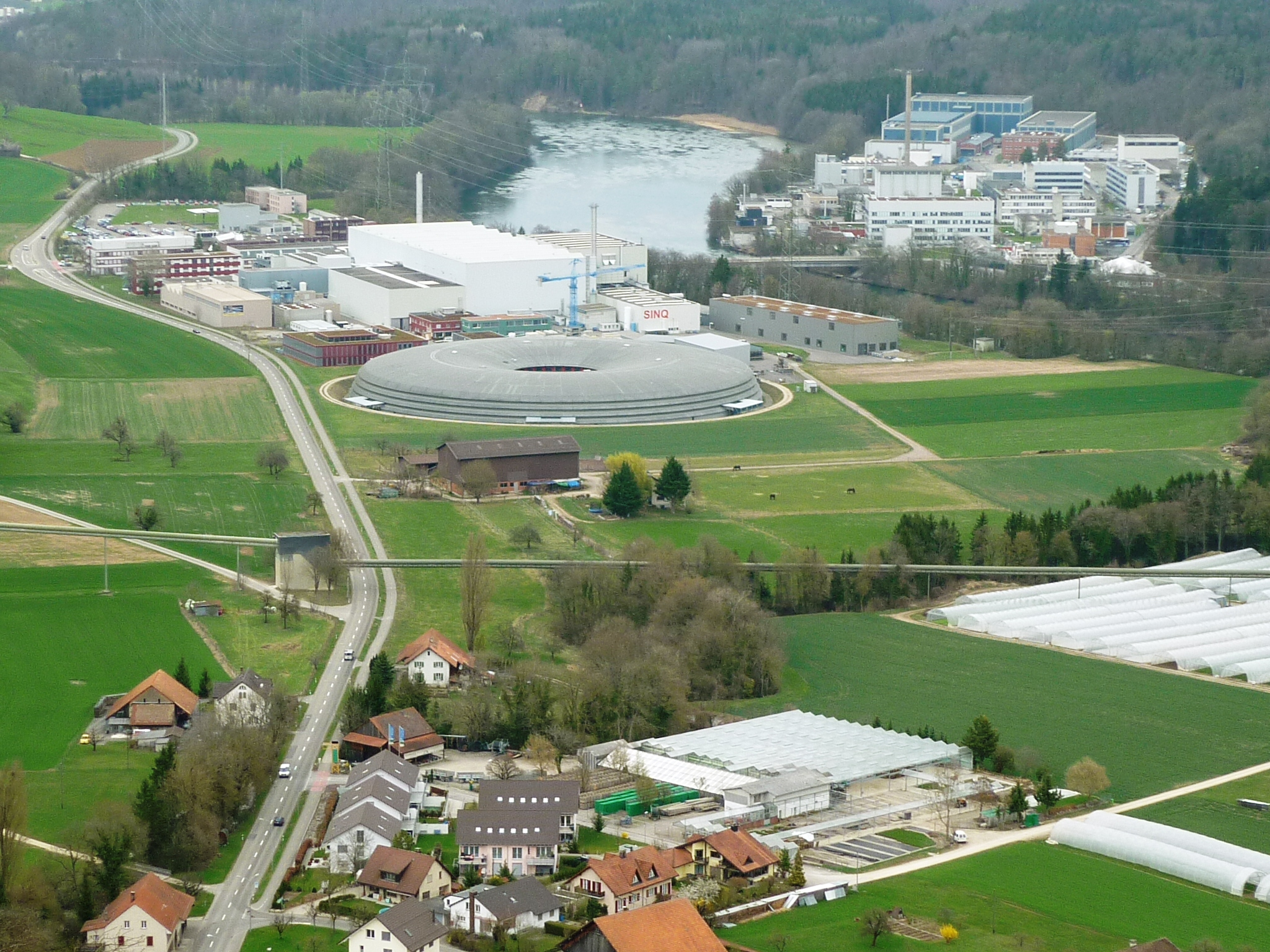
Paul Scherrer Institut

Villigen hat im Vergleich zu den Nachbargemeinden relativ viele Arbeitsplätze, nämlich über 1500 gemäss der im Jahr 2015 erhobenen Statistik der Unternehmensstruktur (STATENT). Davon sind 3 % in der Landwirtschaft, 11 % in der Industrie und 86 % im Dienstleistungssektor. Der mit Abstand grösste Arbeitgeber ist das Paul Scherrer Institut (PSI), ein multidisziplinäres Forschungszentrum für Natur- und Ingenieurwissenschaften. Daneben gibt mehrere Gewerbe- und Dienstleistungsbetriebe. Rund anderthalb Kilometer nordwestlich des Dorfes liegt am Osthang des Geissbergs der Steinbruch Gabenchopf. Die dort abgebauten Steine (Kalkstein und Mergel) werden mit einem vier Kilometer langen Förderband über die Aare hinweg zum LafargeHolcim-Zementwerk in Würenlingen transportiert.
Weiterhin von grosser Bedeutung ist der Weinbau. An den Südhängen der Geissberg-Ausläufer war im Jahr 2018 eine Fläche von 14,9 Hektaren mit Reben bestockt. Es werden über ein Dutzend verschiedene Sorten angepflanzt, wobei Blauburgunder und Riesling × Sylvaner dominieren.

## Verkehr
Villigen und Stilli liegen an der Kantonsstrasse 441/442, die von Brugg her dem westlichen Aareufer entlang nach Böttstein und Klingnau verläuft. Bei Stilli führt eine 1970 gebaute Brücke über die Aare nach Würenlingen. Der Anschluss an das Netz des öffentlichen Verkehrs erfolgt durch die Postautolinie vom Bahnhof Brugg nach Döttingen, mit Zusatzkursen zwischen Brugg und dem PSI. Durch Stilli verkehrt zusätzlich die Linie zwischen Brugg und Bad Zurzach, vom PSI aus eine Linie über Untersiggenthal nach Gebenstorf. An Wochenenden fährt ein Nachtbus von Brugg über Villigen und Remigen nach Riniken.

## Bildung
Die Gemeinde verfügt über einen Kindergarten und ein Schulhaus, in dem die Primarschule unterrichtet wird. Sämtliche Oberstufen (Realschule, Sekundarschule und Bezirksschule) können in Brugg besucht werden. Die nächstgelegenen Gymnasien sind die Kantonsschule Baden und die Kantonsschule Wettingen.

## Persönlichkeiten
- Ernst Keller (1891–1968), Grafikdesigner, Typograf, Bildhauer, Heraldiker und Lehrer
- Esther Süss (* 1974), Mountainbikerin